# Silvio Di Giacomo
Silvio Di Giacomo (Acciano, 1º gennaio 1915 – Kristobasileo, 11 novembre 1940) è stato un militare italiano insignito della medaglia d'oro al valor militare alla memoria nel corso della seconda guerra mondiale ª.

## Biografia
Nacque a Acciano, provincia dell'Aquila, il 1 gennaio 1915, all'interno di una famiglia di agricoltori, figlio di Bernardino e Annamaria Di Giacomo.  Nell'aprile 1935 fu arruolato nel Regio Esercito, arma di fanteria, ed assegnato al battaglione alpini "L'Aquila" del 9º Reggimento alpini. Nel giugno dello stesso anno inizia a frequentare il corso allievi sottufficiali presso la Scuola Centrale di Alpinismo, venendo promosso caporale nel settembre 1936 e posto in congedo nel 1938. Il 30 aprile 1939 partiva per l'Albania dove fu promosso sergente maggiore nel giugno stesso anno e destinato a prestare servizio presso la 61ª Compagnia del battaglione alpini "Vicenza". Dal 28 ottobre 1940 prese parte alle operazioni di guerra sul fronte greco-albanese. L'11 novembre successivo, nonostante ricoprisse il ruolo di addetto alle salmerie di reparto, non esitò ad imbracciare il fucile per contrastare il nemico cui inflisse gravi perdite. Rimasto ferito in più parti del corpo decedette nel combattimento di Sella Cristo Basilea. Fu successivamente insignito della medaglia d'oro al valor militare alla memoria.